# Langisandur

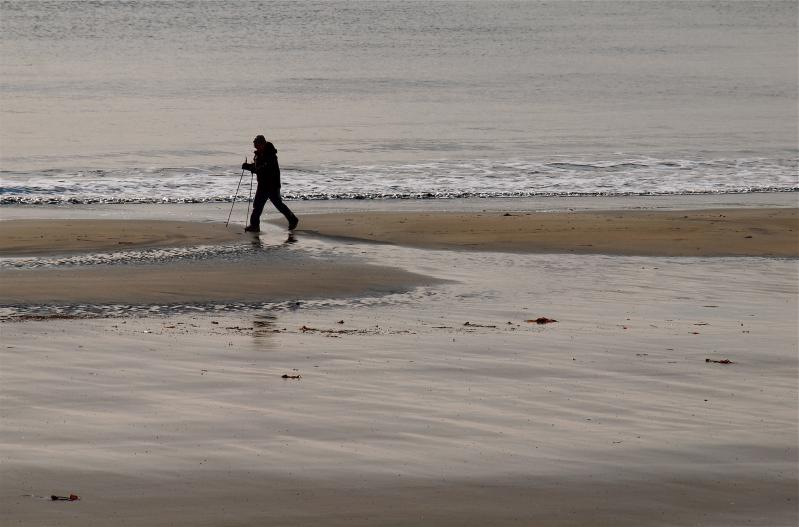
Langisandur.

Langisandur är stranden i Akranes, norr om Reykjavík. Stranden har länge varit en plats för utomhusaktivitet för invånarna i staden. Stranden har också spelat en stor roll som träningsplats för det lokala fotbollslaget ÍA.